# 오광지
오광지(吳廣志, ? ~ ?)는 전한 중기의 제후로, 장사문왕의 증손이다.

## 생애
경제 전6년(기원전 151년), 아버지 오신의 뒤를 이어 편후(便侯)에 봉해졌다.
사후 아들 오천추가 작위를 이었다.

## 출전
- 사마천, 《사기》
  - 권19 혜경간후자연표
- 반고, 《한서》
  - 권16 고혜고후문공신표

| 선대 아버지 편공후 오신 | 전한의 편후 기원전 151년 ~ ? | 후대 아들 오천추 |